# Séries de divisions de la Ligue américaine de baseball 1995

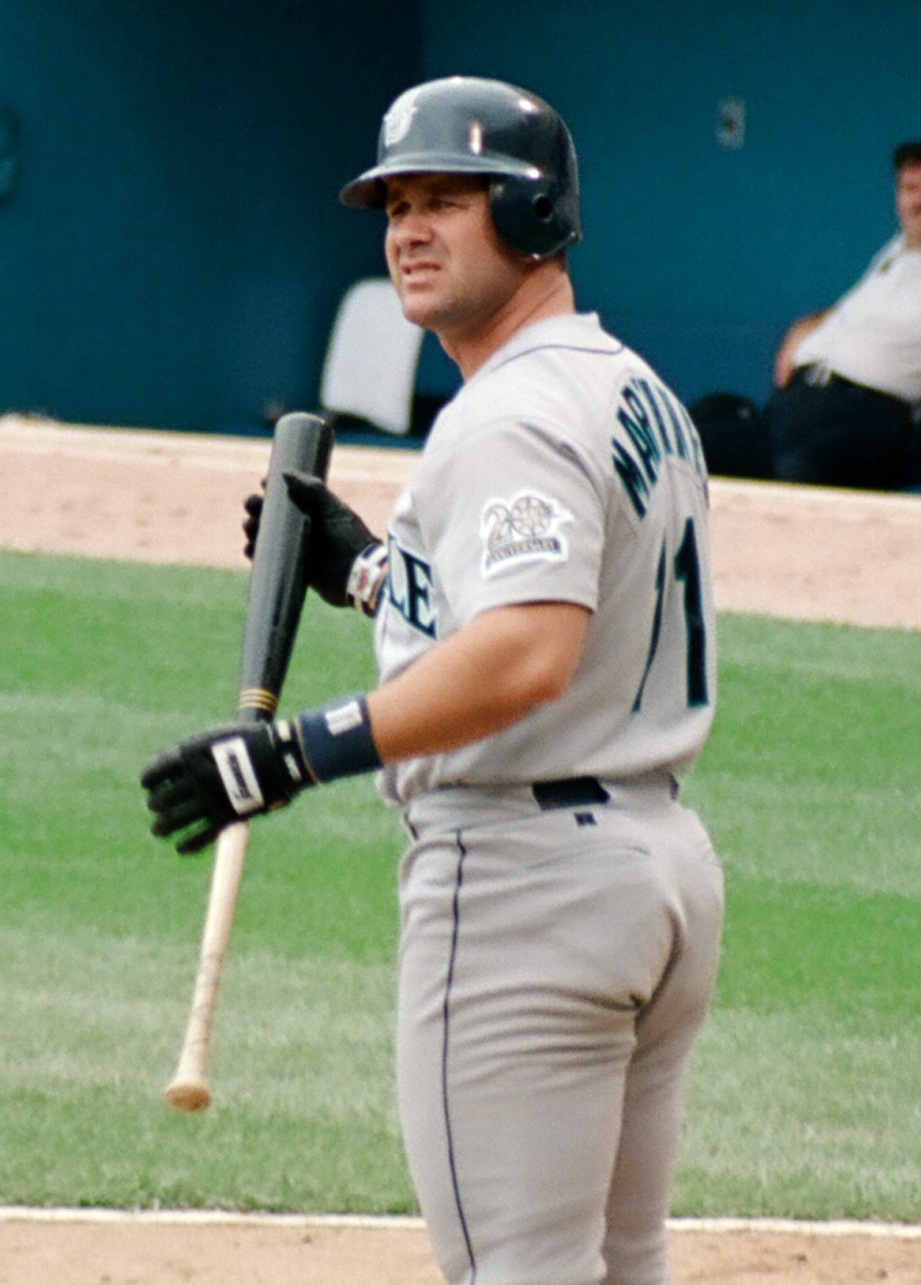
Le double frappé par Edgar Martínez est un moment marquant des Séries de divisions de 1995 et l'un des plus mémorables de la franchise des Mariners de Seattle.

Les Séries de divisions de la Ligue américaine de baseball 1995 faisaient partie de la première ronde de séries éliminatoires dans les Ligues majeures de baseball, devant mener à la Série mondiale.
Elles étaient constituées de deux séries trois de cinq, opposant les champions des trois divisions de la Ligue américaine de baseball, ainsi qu'une équipe qualifiée comme meilleure deuxième.
Les Séries de divisions 1995 dans la Ligue américaine ont débuté le mardi 3 octobre 1995 et se sont terminées le dimanche 8 octobre. Les deux équipes gagnantes, les Indians de Cleveland et les Mariners de Seattle, se sont ensuite affrontées en Série de championnat de la Ligue américaine de baseball.

## Contexte
En 1995, les Séries de division sont présentées pour la première fois depuis les exceptionnelles Séries de divisions de 1981, organisées après que la saison eut été écourtée par une grève des joueurs. La nouvelle formule de séries d'après-saison qui fait son apparition en 1995 devait originellement être instaurée dès 1994, avant qu'une autre grève mène à l'annulation de la fin de la saison régulière et des éliminatoires.

## Avantage du terrain
Le classement entre les quatre équipes de la Ligue américaine ayant accédé aux séries cette année-là avait été déterminé au préalable, et non en fonction des dossiers victoires-défaites en saison régulière, suivant une procédure hautement contestée qui ne fut utilisée que durant 3 années et abandonnée après les éliminatoires de 1997.
Selon cette méthode, les « têtes de séries » de 1995 étaient dans l'ordre : Boston, Seattle, Cleveland et New York. L'équipe classée première devait affronter celle classée 4e, et l'équipe classée 2e devait se mesurer à la 3e, sauf si un de ces affrontements devait opposer deux clubs d'une même division. Par conséquent, Boston (1) ne joua pas contre New York (4) en Série de division, mais plutôt contre Cleveland (3).
Par ailleurs, l'avantage du terrain accordé à l'équipe la mieux classée signifiait qu'elle jouerait les trois derniers matchs de la série 3 de 5 à domicile. Comme un club doit remporter trois victoires pour accéder à la ronde suivante, il était possible que l'équipe bénéficiant de cet « avantage » ne dispute qu'un match à domicile (le 3e) après avoir joué les deux premiers sur la route.
Également critiquée, cette formule fut plus tard abandonnée et remplacée par celle qui prévaut actuellement (en 2009), alors que l'équipe possédant l'avantage du terrain dispute les parties #1, #2 et #5 (si nécessaire) devant ses partisans.

## Red Sox de Boston vs Indians de Cleveland
Les Red Sox de Boston (86-58) ont remporté en 1995 leur premier championnat de division dans l'Est de l'Américaine depuis 1990. Ils étaient négligés face aux Indians de Cleveland, champions de la division Centrale et auteurs du meilleur dossier des ligues majeures avec 100 victoires, contre seulement 44 défaites. Il s'agissait pour les Indians d'une première présence en séries depuis leur championnat de la Ligue américaine en 1954.

### Calendrier des rencontres
| Match | Date      | Visiteur             | Hôte                 | Score              |
| ----- | --------- | -------------------- | -------------------- | ------------------ |
| 1     | 3 octobre | Red Sox de Boston    | Indians de Cleveland | 4 - 5 (13 manches) |
| 2     | 4 octobre | Red Sox de Boston    | Indians de Cleveland | 0 - 4              |
| 3     | 6 octobre | Indians de Cleveland | Red Sox de Boston    | 8 - 2              |

### Match 1
Mardi 3 octobre 1995 à Jacobs Field, Cleveland, Ohio.
| Red Sox de Boston | 0 | 0 | 2 | 0 | 0 | 0 | 0 | 1 | 0 | 0 | 1 | 0 | 0 | 4 | 11 | 2 |
| Indians de Cleveland | 0 | 0 | 0 | 0 | 0 | 3 | 0 | 0 | 0 | 0 | 1 | 0 | 1 | 5 | 10 | 2 |
| Lanceurs partants : BOS : Roger Clemens CLE : Dennis Martinez Vic. : Ken Hill (1-0) Déf. : Zane Smith (0-1) HRs : BOS : John Valentin (1), Luis Alicea (1), Tim Naehring (1) CLE : Albert Belle (1), Tony Pena (1) |   |   |   |   |   |   |   |   |   |   |   |   |   |   |    |   |

### Match 2
Mercredi 4 octobre 1995 à Jacobs Field, Cleveland, Ohio.
| Red Sox de Boston | 0 | 0 | 0 | 0 | 0 | 0 | 0 | 0 | 0 | 0 | 3 | 1 |
| Indians de Cleveland | 0 | 0 | 0 | 0 | 2 | 0 | 0 | 2 | X | 4 | 4 | 2 |
| Lanceurs partants : BOS : Erik Hanson CLE : Orel Hershiser Vic. : Orel Hershiser (1-0) Déf. : Erik Hanson (0-1) HRs: CLE : Eddie Murray (1) |   |   |   |   |   |   |   |   |   |   |   |   |

### Match 3
Vendredi 6 octobre 1995 à Fenway Park, Boston, Massachusetts.
| Indians de Cleveland | 0 | 2 | 1 | 0 | 0 | 5 | 0 | 0 | 0 | 8 | 11 | 2 |
| Red Sox de Boston | 0 | 0 | 0 | 1 | 0 | 0 | 0 | 1 | 0 | 2 | 7  | 1 |
| Lanceurs partants : CLE : Charles Nagy BOS : Tim Wakefield Vic. : Charles Nagy (1-0) Déf. : Tim Wakefield (0-1) HRs : CLE : Jim Thome (1) |   |   |   |   |   |   |   |   |   |   |    |   |

## Mariners de Seattle vs Yankees de New York
Premiers dans la section Ouest avec 79 victoires contre 66 revers, les Mariners de Seattle ont remporté en 1995 le premier championnat de division de leur histoire et participaient aux éliminatoires pour la toute première fois. Ils eurent comme adversaire au premier tour les Yankees de New York, seconds dans l'Est avec un dossier de 79-65, ce qui leur valut une qualification comme wild card (meilleur deuxième). Après avoir dominé la Ligue américaine pendant la saison 1994 écourtée par la grève, les Yankees participaient aux séries pour la première fois depuis 1981.

### Calendrier des rencontres
| Match | Date      | Visiteur            | Hôte                | Score              |
| ----- | --------- | ------------------- | ------------------- | ------------------ |
| 1     | 3 octobre | Mariners de Seattle | Yankees de New York | 6 - 9              |
| 2     | 4 octobre | Mariners de Seattle | Yankees de New York | 5 - 7 (15 manches) |
| 3     | 6 octobre | Yankees de New York | Mariners de Seattle | 4 - 7              |
| 4     | 7 octobre | Yankees de New York | Mariners de Seattle | 8 - 11             |
| 5     | 8 octobre | Yankees de New York | Mariners de Seattle | 5 - 6 (11 manches) |

### Match 1
Mardi 3 octobre 1995 au Yankee Stadium, New York, NY.
| Mariners de Seattle | 0 | 0 | 0 | 1 | 0 | 1 | 2 | 0 | 2 | 6 | 9  | 0 |
| Yankees de New York | 0 | 0 | 2 | 0 | 0 | 2 | 4 | 1 | X | 9 | 13 | 0 |
| Lanceurs partants : SEA : Chris Bosio NYY : David Cone Vic. : David Cone (0-1) Déf. : Jeff Nelson (0-1) HRs : SEA : Ken Griffey, Jr. (1, 2) NYY : Wade Boggs (1), Ruben Sierra (1) |   |   |   |   |   |   |   |   |   |   |    |   |

### Match 2
Mercredi 4 octobre 1995 au Yankee Stadium, New York, NY.
| Mariners de Seattle | 0 | 0 | 1 | 0 | 0 | 1 | 2 | 0 | 0 | 0 | 0 | 1 | 0 | 0 | 0 | 5 | 16 | 2 |
| Yankees de New York | 0 | 0 | 0 | 0 | 1 | 2 | 0 | 0 | 0 | 0 | 0 | 1 | 0 | 0 | 2 | 7 | 11 | 0 |
| Lanceurs partants : SEA : Andy Benes NYY : Andy Pettitte Vic. : Mariano Rivera (1-0) Déf. : Tim Belcher (0-1) HRs : SEA : Vince Coleman (1), Ken Griffey, Jr. (3) NYY : Ruben Sierra (2), Don Mattingly (1), Paul O'Neill (1), Jim Leyritz (1) |   |   |   |   |   |   |   |   |   |   |   |   |   |   |   |   |    |   |

### Match 3
Vendredi 6 octobre 1995 au Kingdome, Seattle, Washington.
| Yankees de New York | 0 | 0 | 0 | 1 | 0 | 0 | 1 | 2 | 0 | 4 | 6 | 2 |
| Mariners de Seattle | 0 | 0 | 0 | 0 | 2 | 4 | 1 | 0 | X | 7 | 7 | 0 |
| Lanceurs partants : NYY : Jack McDowell SEA : Randy Johnson Vic. : Randy Johnson (1-0) Déf. : Jack McDowell (0-1) Sauv. : Norm Charlton (1) HRs : NYY : Bernie Williams (1, 2), Mike Stanley (1) SEA : Tino Martinez (1) |   |   |   |   |   |   |   |   |   |   |   |   |

### Match 4
Samedi 7 octobre 1995 au Kingdome, Seattle, Washington.
| Yankees de New York | 3 | 0 | 2 | 0 | 0 | 0 | 0 | 1 | 2 | 8  | 14 | 1 |
| Mariners de Seattle | 0 | 0 | 4 | 0 | 1 | 1 | 0 | 5 | X | 11 | 16 | 0 |
| Lanceurs partants : NYY : Scott Kamieniecki SEA : Chris Bosio Vic. : Norm Charlton (1-0) Déf. : John Wetteland (0-1) Sauv. : Bill Risley (1) HRs : NYY : Paul O'Neill (2) SEA : Edgar Martinez (1, 2), Ken Griffey, Jr. (4), Jay Buhner (1) |   |   |   |   |   |   |   |   |   |    |    |   |

### Match 5
Dimanche 8 octobre 1995 au Kingdome, Seattle, Washington.
| Yankees de New York | 0 | 0 | 0 | 2 | 0 | 2 | 0 | 0 | 0 | 0 | 1 | 5 | 6  | 0 |
| Mariners de Seattle | 0 | 0 | 1 | 1 | 0 | 0 | 0 | 2 | 0 | 0 | 2 | 6 | 15 | 0 |
| Lanceurs partants : NYY : David Cone SEA : Andy Benes Vic. : Randy Johnson (1-0) Déf. : Jack McDowell (0-1) HRs : NYY : Paul O'Neill (3) SEA : Joey Cora (1), Ken Griffey, Jr. (5) |   |   |   |   |   |   |   |   |   |   |   |   |    |   |

### Conséquences
La victoire des Mariners de Seattle lors de la 5e partie de la série est considérée comme un moment déterminant dans l'histoire du club. Les partisans de l'équipe et les journalistes sportifs ont souvent référé au double victorieux frappé par Edgar Martinez par l'expression « The Double (en) ». Non seulement s'agissait-il du premier haut fait d'armes de l'équipe en séries éliminatoires, mais plusieurs observateurs considèrent que ce coup sûr a fait beaucoup pour sauver la franchise.
Entrés dans les ligues majeures en 1977, les Mariners peinaient à sortir de leur médiocrité, n'ayant jamais participé aux séries d'après-saison et n'ayant connu, au cours de leurs 18 premières années d'existence, que deux saisons gagnantes. De plus, le 19 juillet 1994, une partie du toit du Kingdome de Seattle s'était effondré, forçant l'équipe à jouer une vingtaine de matchs consécutifs dans des stades adverses pendant les réparations. Tous ces éléments, auxquels il faut ajouter le cynisme des partisans, échaudés par la grève des joueurs de 1994, mettaient en péril la survie de l'équipe. En 1995, les résidents du compté de King avaient d'ailleurs voté contre une loi qui prévoyait une hausse de taxe de 0,1 % pour financer un nouveau stade de baseball.
Les succès des Mariners en 1995 et leur accession à leur première Série de championnat renversèrent la vapeur, ce qui mena à la construction d'une enceinte plus adéquate pour les matchs locaux, le Safeco Field, et à l'intérêt renouvelé des amateurs.